# Lago Bolmen
Bolmen es un lago en Småland, Suecia. Abarca 184 km², y con una profundidad máxima de 37 m, proporciona una considerable parte de Skåne con agua fresca por medio de un túnel de 82 kilómetros de largo, el túnel de agua Bolmen, construida durante los años setenta y años ochenta. Bolmen se encuentra en el corazón de Finnveden, una de las pequeñas tierras del Småland de hoy. Es el décimo lago por tamaño en Suecia.
Contiene 365 islas, de las cuales la más grande es Bolmsö, que fue históricamente el lugar de encuentro de la asamblea local.